# براندون بيرنستاين
براندون بيرنستاين (بالإنجليزية: Brandon Bernstein)‏ هو سائق سباق أمريكي، ولد في 2 أغسطس 1972 في دالاس في الولايات المتحدة.